# Andrena abjecta
Andrena abjecta är en biart som beskrevs av Pérez 1895. Andrena abjecta ingår i släktet sandbin, och familjen grävbin. Inga underarter finns listade i Catalogue of Life.